# توم بف
توم بف (13 مارس 1937 - 1 فبراير 2016) (بالإنجليزية: Tom Pugh)‏ هو رياضي ولاعب كريكت بريطاني.

## وصلات خارجية
- توم بف على موقع إي آس بي آن كريك إنفو (الإنجليزية)